# Your Sister's Sister
Your Sister's Sister is een Amerikaanse komische dramafilm uit 2012 onder regie van Lynn Shelton. Rosemarie DeWitt werd voor haar bijrol hierin genomineerd voor een Independent Spirit Award.

## Verhaal
Jack (Mark Duplass) heeft een emotioneel zwaar jaar achter de rug vanwege de dood van zijn broer. Zijn goede vriendin Iris (Emily Blunt) biedt hem aan om een tijdje door te brengen in een vakantiehuisje van haar familie. Daar aangekomen ontmoet hij haar lesbische zus Hannah (Rosemarie DeWitt), die toevallig op hetzelfde moment aanwezig is. De twee belanden samen in bed. Ze spreken af hier niets over te vertellen aan Iris, die de volgende dag onaangekondigd arriveert. De door gesprekken over Hannah's afgelopen relatie achterdochtig geworden Jack, ontdekt dan dat Hannah het door hen gebruikte condoom lek heeft geprikt met de intentie om zwanger te worden.

## Rolverdeling
| Acteur           | Personage | Opmerkingen |
| ---------------- | --------- | ----------- |
| Mark Duplass     | Jack      |             |
| Emily Blunt      | Iris      |             |
| Rosemarie DeWitt | Hannah    | Iris' zus   |
| Mike Birbiglia   | Al        |             |